# Kevin Greutert
Kevin Greutert (Pasadena, Califórnia, 31 de março de 1965) é um  diretor, editor e montador de cinema estadunidense.
Ele fez sua estreia como diretor com Jogos Mortais 6 (Saw VI), que foi lançado em 23 de outubro de 2009, e também dirigiu as sequências Jogos Mortais - O Final (Saw 3D), que foi lançado em 29 de outubro de 2010 e Jogos Mortais 10 (Saw X), que foi lançado em 28 de setembro de 2023.

## Diretor
- 2014 - Jessabelle - O Pesadelo Nunca Morre (Jessabelle)
- 2010 - Jogos Mortais - O Final (Saw 3D)
- 2009 - Jogos Mortais 6 (Saw VI)
- 2017 - Jogos Mortais: Jigsaw
- 2023 - Jogos Mortais 10 (Saw X)

## Departamento Editorial
- 2001 - Donnie Darko
- 1998 - Armageddon
- 1997 - Justiça Vermelha (Red Corner)
- 1997 - Titanic

## Montagem
- 2008 - Jogos Mortais 5 (Saw V)
- 2008 - Os Estranhos (The Strangers)
- 2007 - Jogos Mortais 4 (Saw IV)
- 2006 - 12 Horas até o Amanhecer (Journey to the End of the Night)
- 2006 - Jogos Mortais 3 (Saw III)
- 2006 - Quarto Seis (Room 6)
- 2005 - Jogos Mortais 2 (Saw II)
- 2004 - Jogos Mortais (Saw)